# LGBT práva ve Francii

Duhová mapa Francie

Neoficiální francouzská vlajka s Eiffelovou věží v duhových barvách

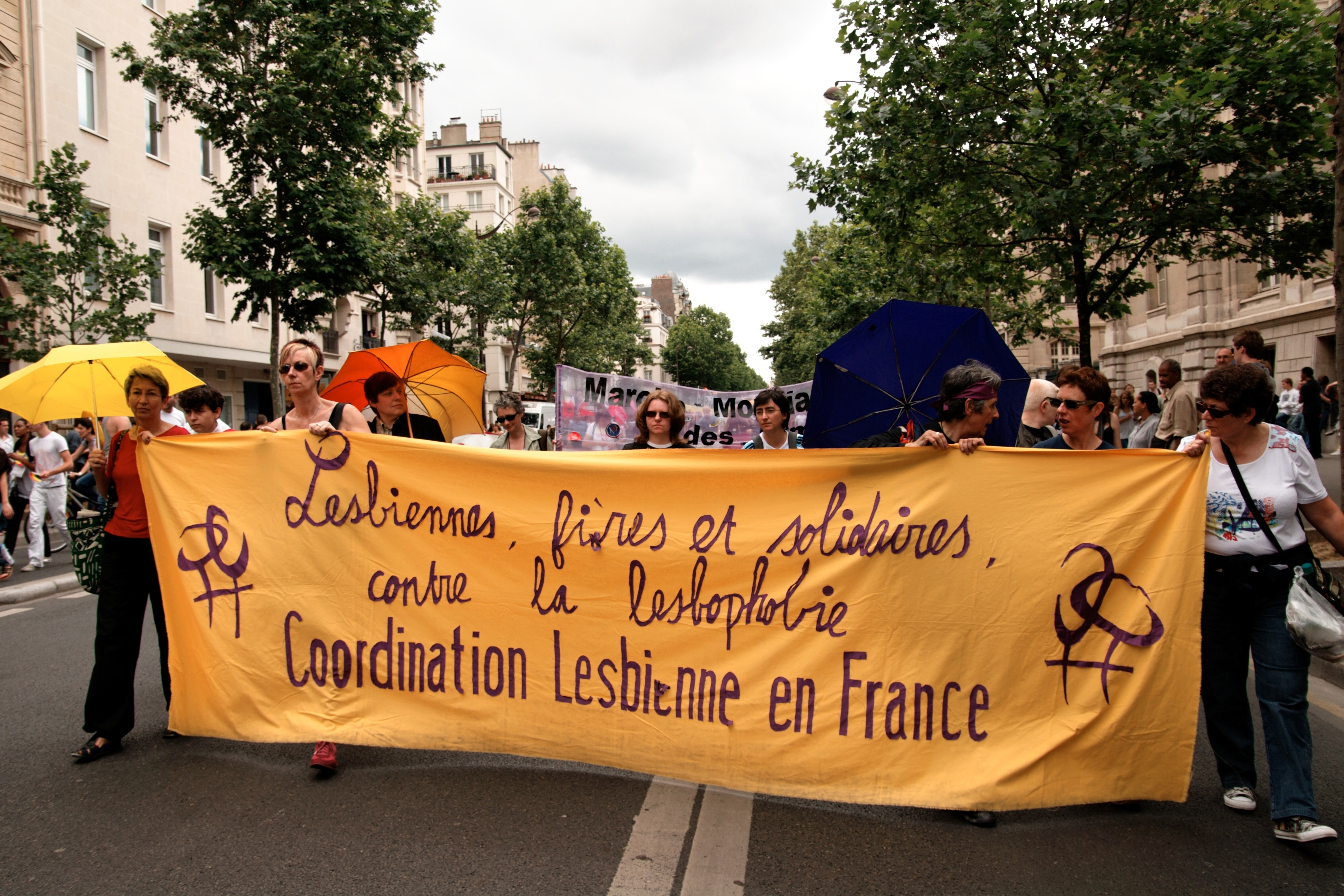
Gay Pride, Paříž 2008

Práva leseb, gayů, bisexuálů a translidí (LGBT) jsou ve Francii tradičně velmi liberální a země je v tomto směru považována za jednu z nejpokrokovějších v Evropě. Ačkoliv byla stejnopohlavní sexuální aktivita i zde za starého režimu považována za trestný čin, za nějž se uděloval i trest smrti, během Velké francouzské revoluce v roce 1791 došlo ke zrušení veškerých zákonů proti sodomii. Přesto byl proti homosexuálům často uplatňován méně známý zákon proti exhibicionismu, který Francie přijala v roce 1960 a zrušila o 21 let později. 
V roce 1982 země sjednotila legální věk způsobilosti k pohlavnímu styku pro obě orientace. O tuto novelu se velmi zasloužil prezident François Mitterrand. Zákony zakazující diskriminaci na základě sexuální orientace nebo genderové identity byly přijaty roku 1985. Od 15. listopadu 1999 Francie umožnila homosexuálním párům uzavírat mezi sebou občanský pakt solidarity, což je institut velmi podobný registrovanému partnerství. V roce 2013 se Francie stala 13. zemí na světě, která legalizovala stejnopohlavní manželství, včetně možnosti společného osvojování dětí. Francie se stala také první zemí na světě, která vyškrtla transexualitu ze seznamu duševních poruch a přiznává translidem právo na změnu. 
V současné době je považována za jednu z nejvíc gay friendly zemí na světě. Paříž je považována za jednu z nejoblíbenějších destinací, co se týče gay friendly turistiky. Ve čtvrtích Le Marais či Pigalle je největší koncentrace kaváren, restaurací, saun a nočních klubů pro gaye a lesby.

## Zákony týkající se homosexuality

### Zákony proti sodomii
Stejnopohlavní sexuální styk byl ve Francii až do Velké francouzské revoluce závažným trestným činem, který se trestal smrtí. Posledními popravenými homosexuály ve Francii byli Jean Diot a Bruno Lenoir. K první fázi dekriminalizace homosexuality došlo během revoluce, kdy byla v roce 1791 z Trestního zákoníku vyškrtnuta pasáž týkající se stejnopohlavní sexuální aktivity v soukromí. Veřejné projevy homosexuality a crossdressingu byly trestány jako veřejné pohoršování. Někteří homosexuálové žijící v oblastech Alsasko a Horní Lotrinsko byli během německé okupace Francie internováni v německých koncentračních táborech.[zdroj?]

### Věk způsobilosti k pohlavnímu styku
Roku 1832 došlo ve Trestním zákoníku k uvedení legální věk způsobilosti k pohlavnímu styku, který byl pro obě orientace stanoven na 11 let. V roce 1836 byl zvýšen na 13 let. 6. srpna 1942 přijala vláda Vichistické Francie spolu s prozatímní vládou okupované Francie diskriminační novelu trestního zákoníku, který navýšil legální věk způsobilosti k pohlavnímu styku pro heterosexuální orientaci na 15 let a homosexuální orientaci na 21 let. Roku 1974 byl věk 21 let pro homosexuály snížen na 18 let v důsledku změny věku zletilosti. V roce 1982 došlo za podpory prezidenta Françoise Mitterranda k sjednocení legálního věku pro pohlavní styk na 15 let pro obě orientace, i přes odpor Národního shromáždění.

### Zákony proti obscénním projevům
V r. 1960 byl přijat zákon proti obscénním projevům (§ 330 odst. 2 Trestního zákoníku), podle něhož šlo trestně stíhat toho, kdo se dopustil na veřejných prostranstvích obscénních projevů. V případě, že by se jednalo o homosexuální projevy, trestní sazba se zdvojnásobovala. Toto nařízení se údajně přijalo proto, aby se eliminovalo kuplířství. Dodatek k zákonu diskriminující homosexuály se stal jeho součástí iniciativou tehdejšího parlamentu.
§ 330 odst. 2 trval 20 let, dokud nebyl zrušen v rámci novelizace několika ustanoveních trestního zákona proti sexuálním trestným činům.

## Stejnopohlavní soužití
V r. 1999 byl vládou Lionela Jospina přijat zákon umožňující, jak heterosexuálním, tak i homosexuálním párům uzavírat tzv. občanský pakt solidarity, což je jakýsi ekvivalent registrovaného partnerství. Páry žijící v občanském paktu mají vesměs stejná vzájemná práva a povinnosti náležející manželům, mimo práv adopčních a přístupu k asistované reprodukci, která jsou přístupná pouze heterosexuálním manželským párům, ačkoliv zde bylo mnoho snah o postavení paktu na roveň manželství i v této oblasti. Nicméně francouzský nejvyšší soud přiznal právo osobám žijícím v paktu osvojit si dítě svého protějšku. Na rozdíl od manželů neměli partneři žijící v paktu ani stejná daňová práva, která jim byla přiznána až r. 2005 s tím, že ušlý zisk ze zákonů z předchozích let jim bude neprodleně navrácen.
Právní status této formy stejnopohlavního v zahraničí je problematický, neboť jen několik málo zemí jej plně uznává. Například ve Velké Británii se mu nedostává žádného uznání ze strany úřadů, a tudíž jediným řešením pro získání některých benefitů z něj plynoucích je zánik registrovaného partnerství vzniklého podle britských zákonů a následné uzavření občanského paktu solidarity podle francouzského práva. Stejnopohlavní manželství uzavřené v Nizozemí je ve Francii plně uznáváno, mimo práva na získání dvojího občanství, které náleží pouze různopohlavním párům. Například Francouz, který uzavře manželství s Nizozemcem, nabytím nizozemského občanství automaticky ztrácí své původní občanství.

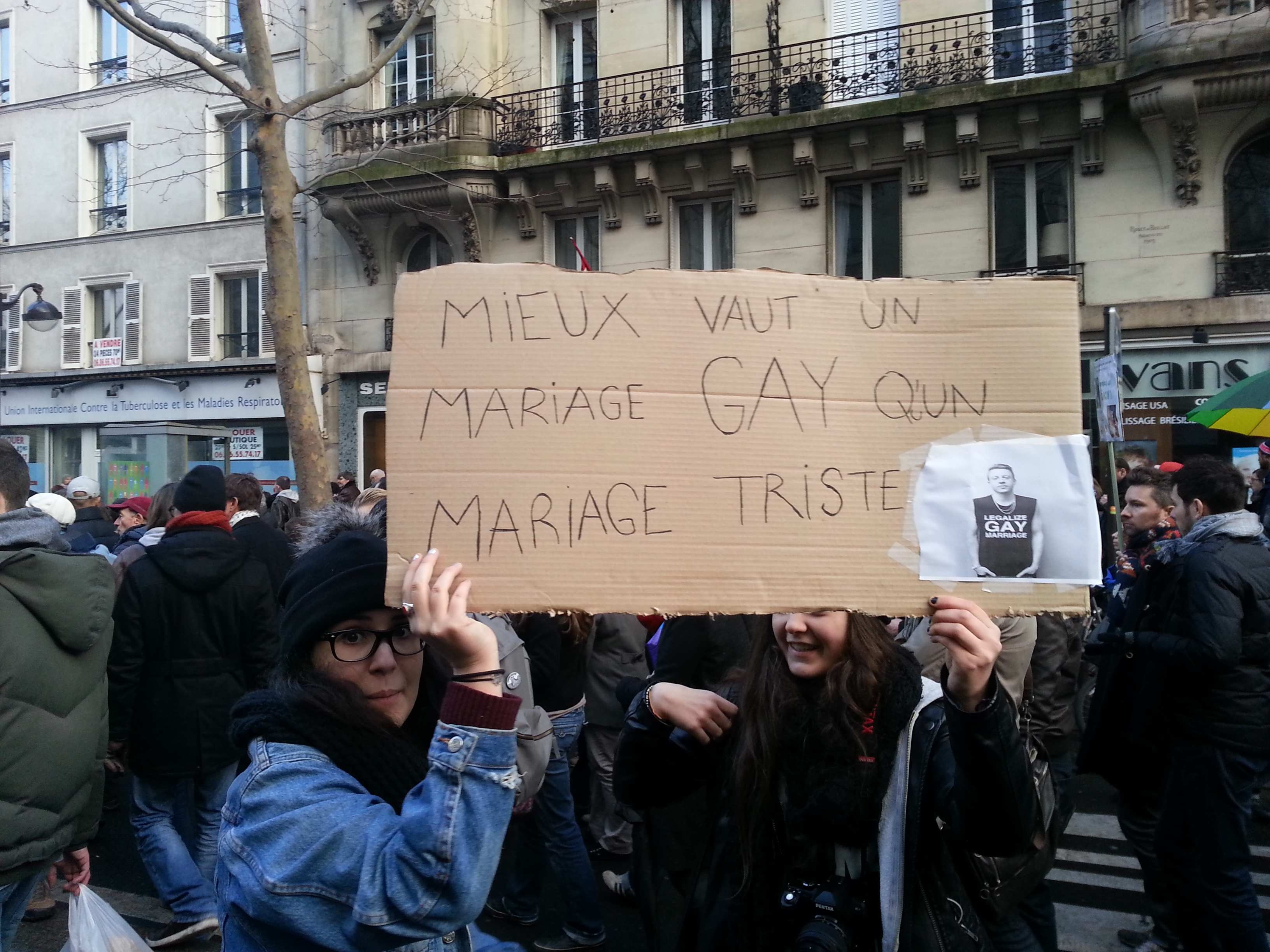
Dva aktivisté ze stejnopohlavní manželství s transparnetem („radši gay manželství než smutné manželství“), leden 2013, Paříž

14. června 2011 Národní shromáždění hlasovalo v poměru hlasů 293:222 proti legalizaci stejnopohlavního manželství. Poslanci tehdy většinové strany Union pour un mouvement populaire hlasovali většinou proti, zatímco poslanci Socialistické strany zpravidla pro. Poslanci Socialistické strany ve svém volebním programu jasně vyjádřili, že se zasadí o legalizaci stejnopohlavního manželství, pokud v parlamentních volbách 2012 získají většinu. 7. května 2012 vyhrál Francois Hollande ve volbách a hned v říjnu zpracovala vláda návrh zákona o genderově-neutrálních manželstvích. 2. února 2013 Národní shromáždění schválilo § 1 navrženého zákona v poměru hlasů 246:97. 12. února Národní shromáždění v poměru hlasů 329-229 schválilo zákon celý a postoupilo jej Senátu. Valná většina poslanců vládnoucí Socialistické strany hlasovala pro (kromě 4 hlasujících proti), zatímco většina opoziční strany UMP proti (kromě 2 hlasujících pro).
4. dubna 2013 Senát spustil veřejnou debatu ohledně návrhu a o pět dní později schválil jeho první paragraf v poměru hlasů 179-157. 12. dubna Senát návrh zákona schválil s nepatrnými úpravami. Nakonec francouzští zákonodárci zákon 23. dubna zcela odhlasovali v poměru hlasů 331:225, čímž se Francie stala čtrnáctou zemí na světě, která přiznala právo homosexuálním párům uzavírat plnohodnotné manželství a společně si osvojovat děti.
Nicméně novela zákona se setkala se značným odporem ze strany konzervativní UMP, která se jí pokusila blokovat podáním žaloby k Ústavnímu soudu Francouzské republiky, ale neúspěšně, neboť ten jí prohlásil za zcela slučitelnou s ústavním pořádkem země. 18. května 2013 zákon podepsal prezident Francois Hollande, čímž legislativní proces zcela skončil. Zákon byl publikován hned následující den po prezidentském podpisu. První oficiální homosexuální svatba se konala dne 29. května v Montpellieru a k prvnímu společnému osvojení dítěte homosexuálním párem došlo 18. října.

## Práva translidí

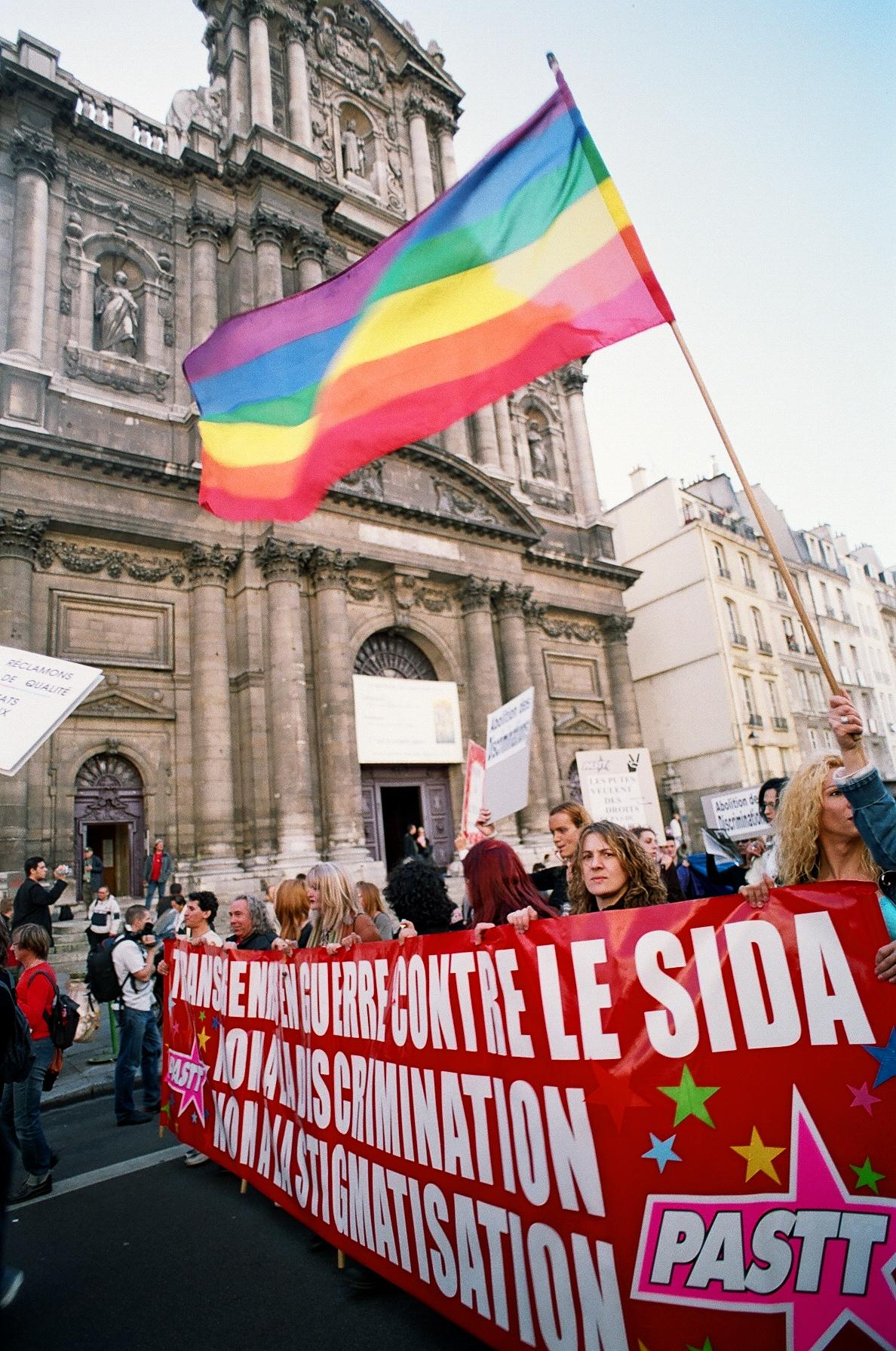
Manifestace za práva translidí, Paříž 2005

Translidem je umožněné procházet úřední změnou pohlaví. V r. 2009 se Francie stala první zemí na světě, která vyřadila transsexualitu ze seznamu nemocí. Veškeré náklady související se změnou pohlaví jsou hrazeny ze systému sociálního pojištění.
Diskriminace jiných genderových identit je ve Francii zakázaná od r. 2012.
6. listopadu 2015 schválil Senát návrh zákona, který by připouštěl úřední změnu pohlaví bez povinné sterilizace a chirurgie. 24. května 2016 tento návrh schválilo Národní shromáždění. Poslankyně Pascale Crozonová, autorka návrhu, apelovala na své kolegy, aby odstranili tuto dlouhodobou, rizikovou a nelidskou proceduru, kterou musí translidé podstupovat, pokud chtějí dosáhnout úřední změny svého pohlaví. Kvůli různým textům se konala společná schůze. 12. července 2016 schválilo Národní shromáždění modifikovanou verzi návrhu, v němž zůstaly nedotčeny dodatky o přístupnosti operativní změny bez souhlasu psychiatra a přípustnosti změny na vyžádání, zatímco z původního návrhu odstranilo část o pouhém právu na pohlavní sebeurčení. 28. září se návrh projednával v Senátu. Národní shromáždění, dolní komora francouzského parlamentu, se 12. října sešlo na plenární schůzi, aby ještě jednou schválilo návrh a odstranilo z něj pozměňovací návrhy Senátu, které požadovaly důkaz o lékařském zásahu. 17. listopadu byla Ústavní radou potvrzena kompatibilita návrhu s francouzskou ústavou. 18. listopadu 2016 byl návrh podepsán prezidentem a následující den zveřejněn ve Sbírce zákonů. Účinným se stane 1. ledna 2017.

## Adopce a rodičovství
Homosexuální páry můžou společné osvojit děti od května 2013, kdy nabyl účinnosti nový zákon o stejnopohlavních sňatcích. K prvnímu homoparentálnímu osvojení došlo 18. října téhož roku.
Lesbické páry nemají přístup k asistované reprodukci. „Procréation médicalament assistée“ (PMA) je ve Francii přístupné pouze heterosexuálním párům. Podle průzkumu z r. 2012 by s umělým oplodňováním lesbických párů souhlasilo 51 % Francouzů. Změnu tohoto přístupu podporuje Socialistická strana. V červnu 2017 potvrdil mluvčí nově zvoleného francouzského prezidenta Emmanuela Macrona, že jeho vláda zamýšlí přijetí legislativy, která by zpřístupnila lesbickým párům asistovanou reprodukci. V reakci na to vydala nezávislá etická komise doporučení revize PMA, tedy jeho otevření lesbickým párům a svobodným ženám. Marlène Schiappová, ministryně žen, řekla, že návrh zákona umožňujícího lesbickým párům a svobodným ženám podstoupit asistovanou reprodukci bude přijat v r. 2018. Podle průzkumu z r. 2017 by 64 % Francouzů umožnilo lesbickým párům podstupovat umělé oplodnění.
V červenci 2018 předložil francouzský koaliční poslanec Guillaume Chiche návrh zákona o asistované reprodukci svobodných žen a lesbických párů. V červnu 2019 oznámil francouzský premiér Édouard Philippe, že návrh příslušného zákon bude Národní shromáždění projednávat koncem září 2019. 27. září 2019 přijalo Národní shromáždění první část zákona v poměru hlasů 55:17.
5. července 2017 rozhodl Kasační dvůr o adopci dítěte donošeném náhradní matkou partnerem jeho nebo jejího biologického otce. Soud nicméně odmítl automatické právo na uznání zahraničního rodného listu se dvěma rodiči stejného pohlaví.

## Ochrana před diskriminací
V r. 1985 byla přijatá národní legislativa proti homofobní diskriminaci v zaměstnání, bydlení a přístupu ke zboží a službám. V červenci 2012 začlenil francouzský parlament do diskriminačních důvodů i genderovou identitu. Již předtím ale šlo termín sexuální identita interpretovat stejně jako genderová identita. I přesto byla předchozí legislativa kritizovaná ILGou-Europe jako nedostatečná. Nový přístup byl uvítán jako významný krok.

### Diskriminace ve školách
V březnu 2008 zahájil Xavier Darcos, ministr školství, politiku boj se všemi formami školní diskriminace, včetně homofobní. Tímto učinil Francii první zemí na světě, která se zapojila do aktivního boje s homofobii ve školství. Toto byla jedna z jeho 15 priorit, jichž chtěl dosáhnout ve školním roce 2008/2009.
Fédération Indépendante et Démocratique Lycéenne (FIDL) (Nezávislá demokratická federace studentů středních škol) - první unie studentů středních škol ve Francii - se do kampaně proti homofobii ve školách taktéž rozhodla zapojit.

## Legislativa proti zločinům z nenávisti
31. prosince 2004 přijalo Národní Shromáždění novelu anti-diskriminačního zákona stavějící mimo zákon projevy homofobie, sexismu a xenofobie. Maximální trestní sazba za porušení tohoto zákona sestávající buď z peněžitého trestu ve výši 45 eur nebo dvanáctiměsíčního odnětí svobody byla hojně kritizována hnutími za občanské svobody jako jsou například Reportéři bez hranic kvůli hrubému omezování svobody projevu. Ale konzervativní vláda v čele s Jacquem Chiracem tehdy považovala boj proti anti-gay nenávist za důležitý bod svého politického programu. Paradoxem ovšem je, že zrovna jeden z členů Chiracovy vlády Christian Vanneste se stal první osobou obviněnou a odsouzenou na základě tohoto zákona 1. ledna 2006, byť tento rozsudek byl později zrušen soudem vyšší instance.
Nový zákon z 30. prosince 2004 vytvořil Haute autorité de lutte contre les discriminations et pour l'egalité (Nejvyšší úřad pro ochranu před diskriminací a za rovné příležitosti). § 3 a odst. 20 a 21 tohoto zákona novelizované 29. července 1881 ohledně svobody tisku tímto více specifikovaly zločiny proti osobě nebo skupinám osob z důvodu jejich pohlaví, sexuální orientace nebo tělesného postižení rozšířené o tyto zločiny: ublížení na zdraví, urážky, pomluvy a podněcování k nenávisti nebo diskriminaci vůči nim.

## Intersex práva
Intersexuální osoby mají ve Francii skoro stejná práva jako ostatní, ale s omezenou ochranou před nedobrovolnými lékařskými zásahy a diskriminací. V reakci na nátlak ze strany intersex aktivistů a doporučení OSN publikoval v únoru 2017 Senát zprávu o zacházení s osobami majícími neurčité pohlaví. Gaëtan Shitt se momentálně snaží získat prostřednictvím žaloby status „neurčité pohlaví“ („sexe neutre“). Francouzský prezident François Hollande ve svém vyjádření 17. března 2017 nazval přeoperovávání dětí s nejednoznačným pohlavím na chlapce nebo dívky zmrzačujícími procedurami.

## Hnutí za LGBT práva ve Francii

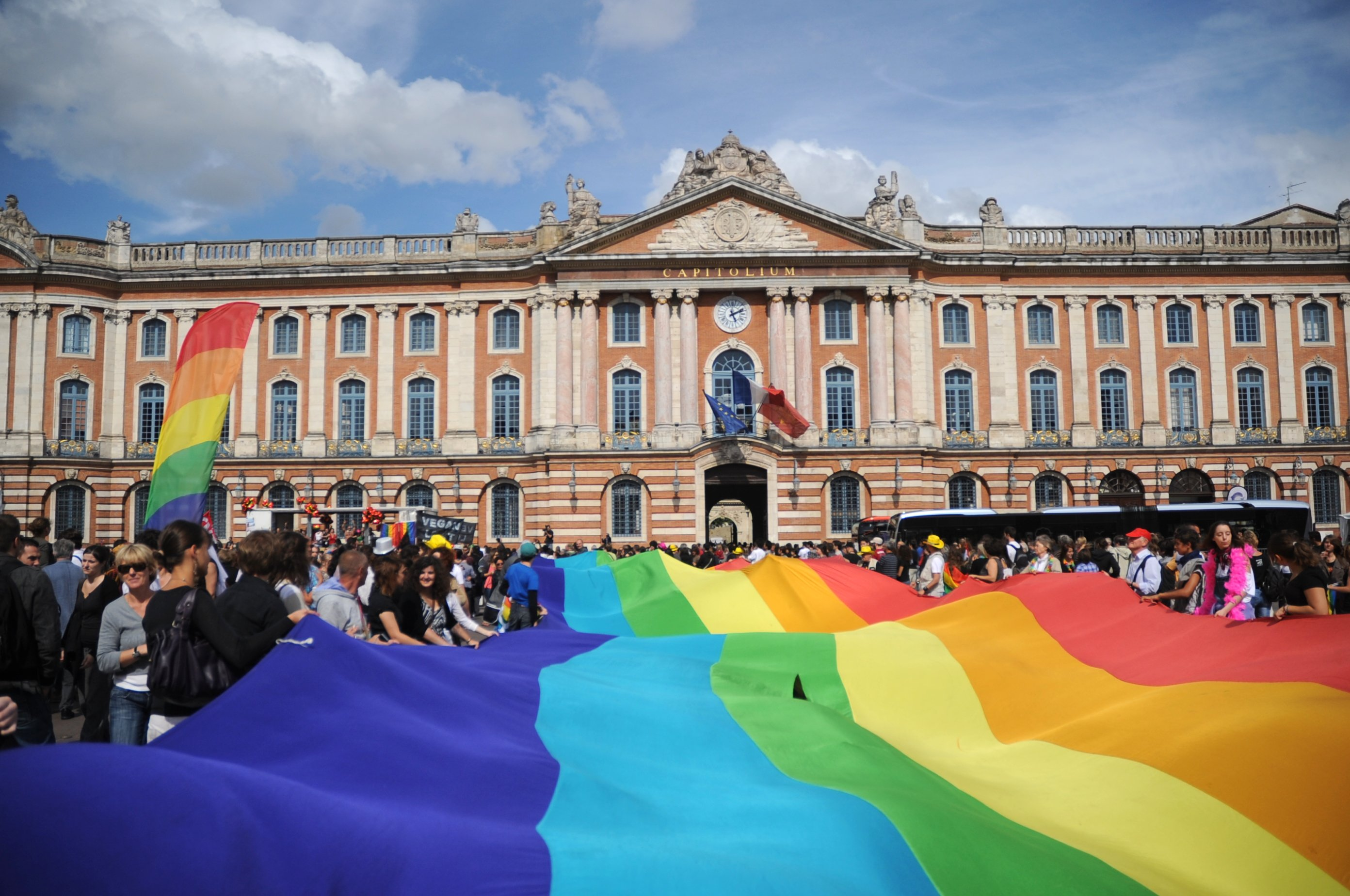
Gay Pride ve francouzské Toulouse, červen 2011

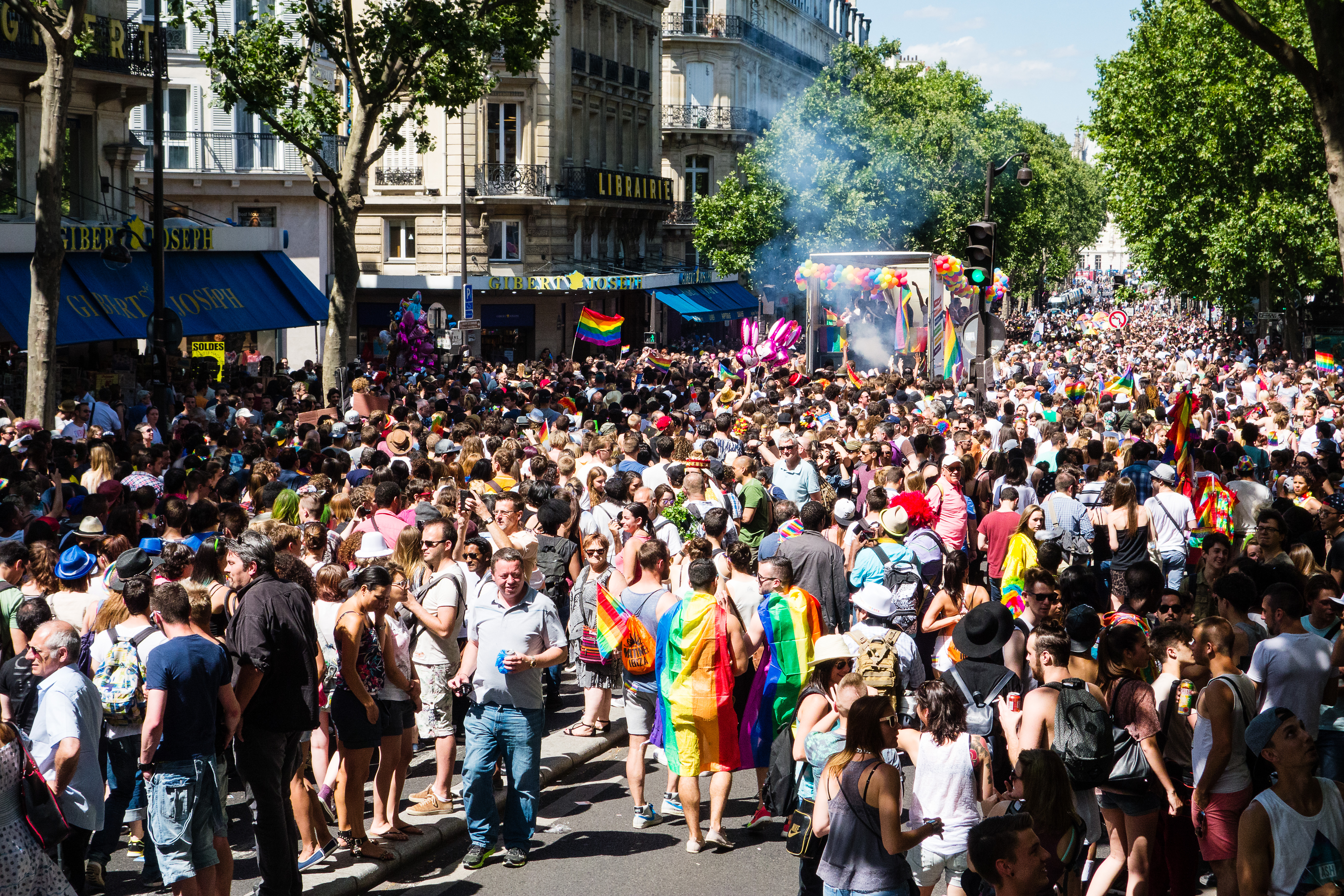
Paris Pride, konaný každý rok koncem června, přiláká tisíce účastníků.

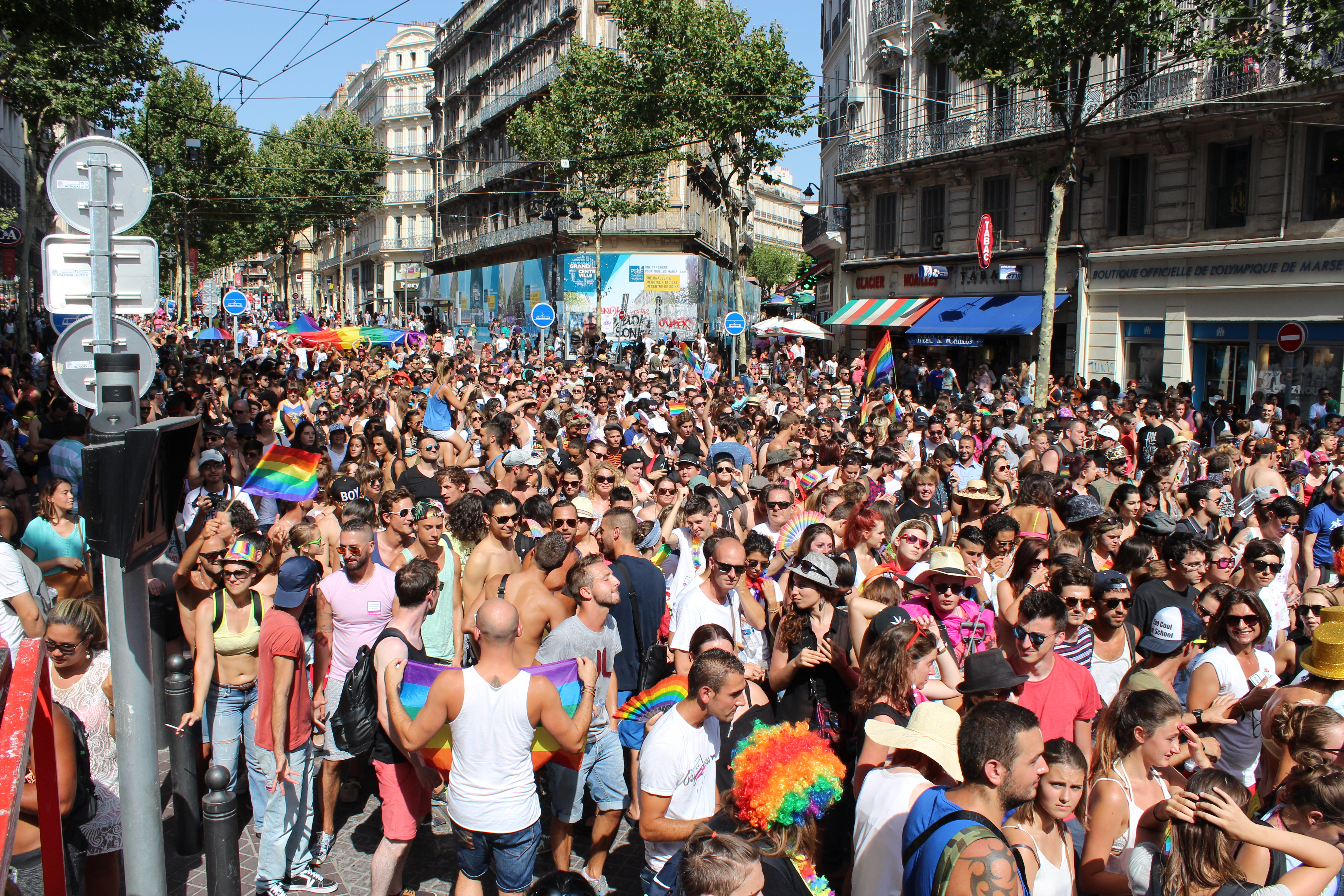
Účastníci festivalu Marseille Pride

Francouzskými organizacemi za LGBT práva jsou Act Up Paris, SOS Homophobie, Arcadie, FHAR (Front homosexuel d'action révolutionnaire), Gouines rouges, GLH (Groupe de libération homosexuelle), CUARH (Comité d'urgence anti-répression homosexuelle), L'Association Trans Aide), (Asociace pro pomoc translidem, založený v září 2004) a Bi'Cause.
První gay pride se ve Francii uskutečnil 4. dubna 1981 na pařížském náměstí Place Maubert. Jeho organizátorem byla CUARH. Zúčastnilo se jej přibližně 10 tisíc lidí. Paris Pride (Marche des Fiertés de Paris) se koná každý rok v červnu. Zájem o účast na něm výrazně vzrostl během 80. letech a počátkem 21. století atakoval až 100 000 hranici. V roce 2019 se jej podle dostupných dat zúčastnilo až půlmilionu lidí. Jednalo se o třetí největší společenskou událost ve francouzské metropoli po Paris Marathonu a Paris Techno Parade. Zapojilo se do ní přes 60 asociací, několika lidskoprávních skupin, politických stran a korporací.
Mimo Paříž se gay pride konají také v několika dalších francouzských městech, včetně Rennes a Marseille, kde se první události tohoto typu uskutečnily v roce 1994. Nantes, Montpellier a Toulouse zorganizovaly první festivaly LGBTIQ+ hrdosti v roce 1995 následované Lyonem, Lille, Bourdeaux, Grenoble, Cannes a Aix-en-Provence v roce 1996, Rouenem, Biarritzem, Angers a Poitiers v roce 2000 a Caen a Štrasburkem v roce 2001. Gay pride se konají také v Auxerre, Dijonu, Nice a Avignonu.

## Diskriminace ve školách
V březnu 2008 Xavier Darcos, ministr školství, veřejně oznámil svůj záměr účinně bojovat proti veškerým formám diskriminace, včetně homofobní, ve školách jako první na světě. Jednalo se o jednu z 15 prioritních změn ve školství v letech 2008–2009.
Nezávislé a demokratické sdružení středoškolských studentů jako první studentský spolek ve Francii se do kampaně proti homofobii ve školách a mezi mladými lidmi rovněž zapojil.

## Dárcovství krve
Z rozhodnutí Generálního ředitelství pro zdraví z 20. června 1983 je zakázáno mužům majícím sex s muži dárcovství krve. Toto rozhodnutí bylo pak následně zrušené vládním nařízením z 12. ledna 2009.
3. dubna 2015 člen parlamentu za Union des démocrates et indépendants Arnaud Richard nvrhl novelu zákona proti vylučování MSM z dárcovství krve, k jejímuž schválení došlo ještě v ten samý měsíc.
V listopadu 2015 oznámila ministryně zdravotnictví Marisol Tourainová, že hodlá umožnit homosexuálním a bisexuálním mužům dárcovství krve po 1ročním abstinování. Francouzské zdravotnictví se touto novou politikou řídí od 10. července 2016.

## Veřejné mínění
Pařížský primátor Bertrand Delanoë působící ve funkci v letech 2001-14 byl otevřeným homosexuálem po jeho veřejném coming outu před volbami r. 1998.
V prosinci 2006 podle Ipsos-MORI Eurobarometrického šetření 62 % Francouzů podporuje stejnopohlavní manželství, zatímco 37 % je proti; 55 % je proti tomu, aby měli gayové a lesby plná rodičovská práva a 44 % je pro.
V červnu 2011 podle Ifpop bylo 63 % respondentů pro uzákonění stejnopohlavních manželství, ale pouze 58 % podporovalo plná adopční práva pro homosexuály.
Podle průzkumu Pew Research Center z r. 2013 je 77 % Francouzů toho názoru, že by homosexualita měla být společensky akceptovaná, zatímco 22 % si myslí, že nikoliv. Mladší generace projevila obecně větší míru přijetí: 81 % mladých lidí ve věku 18-29 let byla pro akceptaci, 79 % mladých lidí ve věku 30-49 a 74 % lidí nad 50.
V květnu 2015 publikoval PlanetRomeo, LGBT sociální síť, první index gay spokojenosti (Gay Happiness Index GHI). Gayové ze 120 zemí byli tázáni na to, zda se cítí dobře ve společnosti, jaké mají zkušenosti ve vztahu s jinými lidmi, a jak hodnotí kvalitu svého života. Francie se umístila na 21. místě s výsledkem 63 nad Jihoafrickou republikou a pod Austrálií.

## Zámořské departmenty a teritoria
Stejnopohlavní manželství je legální ve všech francouzských zámořských departmentech a teritoriích. I tak je ale na jejich území míra akceptace homosexuality a stejnopohlavních svazků nižší než v Metropolitní Francii, jelikož tamní obyvatelé jsou více religiózní, a náboženství u nich tudíž hraje podstatně větší roli. Za zmínku také stojí, že jsou více orientovaní na rodinu, respektive ochranu rodinné cti, a že mají tendenci si homosexualitu spojovat spíše s něčím, co přišlo „zvenčí“, a co je praktikováno pouze „bílými“. První homosexuální svatby na Svatém Martinovi a ve Francouzské Polynésii provázely demonstrace. Nedostatečná informovanost o homosexualitě má často za následek nenávist, rozpaky a v krajním případě i násilí. Podle studie z roku 2014 pouze 20 % obyvatel zámořských departmentů považuje homosexualitu za normální variantu lidské sexuality ve srovnání se 77 % v Metropolitní Francii. I tak se ale díky zákonu o homosexuálních sňatcích z roku 2013 podařilo otevřít dosud tabuizované téma existence LGBT, která se od té doby přece jen stala více viditelnou.
Z 27 poslanců za zámořské departmenty podpořilo stejnopohlavní manželství 11 (2 z Mayotte, 3 z Réunionu, 1 z Francouzské Guyany, 1 z Guadeloupe, 1 z Martiniku, 2 z Nové Kaledonie, 1 ze Saint Pierra a Miquelona), 11 hlasovalo proti (2 z Guadeloupe, 3 z Martiniku, 3 z Francouzské Polynésie, 2 z Réunionu, 1 ze Svatého Martina a ze Svatého Bartoloměje), 1 z Francouzské Guyany ze zdržel a 3 z Réunionu, Guadeloupe a Wallis a Futuny nebyli přítomní.

Po Karibském Nizozemsku jsou francouzské zámořské departmenty jako Guadeloupe, Martinik, Svatý Martin a Svatý Bartoloměj další skupinou ostrovů oddávající homosexuální páry.

LGBT organizací působící ve Francouzském Karibiku je Let's go (An Nou Allé). Dalšími skupinami jsou AIDES Territore Martinique, KAP Caraïbe, Tjenbé Rèd Prévention a SAFE SXM (původně z nizozemské části Svatého Martina). Guadeloupe, Martinik, Svatý Martin a Svatý Bartoloměj jsou mezinárodně proslulé svými plážemi a turistickými atrakcemi, včetně gay barů, diskoték, saun a pláží. První karibský gay pride se uskutečnil v červnu 2017, v martinickém městě Le Cerbet. Přilákal tisíc lidí a jeho součástí byly také plážové párty a jiné taneční zábavy. Svatý Bartoloměj má pověst oblíbené turistické destinace a ve srovnání se zbytkem Karibské Francie je považován ze velmi otevřený a přívětivý ve vztahu k LGBTIQ+ komunitě.
V Nové Kaledonii je LGBTIQ+ minorita široce akceptovaná. Ostrov je známý kvalitně vybudovanou sítí nočních klubů a jiných míst, kde se mohou sexuální menšiny socializovat. Jedná se zejména o Jižní Provincii, která má menší zastoupení domorodého obyvatelstva, které obývá zejména Severní provincii a Souostroví Loyality. Podle průzkumu z roku 2008 považovalo 65 % chlapců a 77 % dívek žijících v Nové Kaledonii homosexuály za naprosto normální lidi. U domorodého obyvatelstva však byla zaznamenána nižší míra akceptace. V roce 2006 se na ostrově Lifou například projednával rodinný zákoník, který by trestal homosexualitu vyhoštěním, případně i lynčováním. Návrh nebyl přijat.
Podobnou reputaci má i Réunion, který je rovněž také velmi pro-LGBT, a má dokonce status „afrického gay-friendly ráje“. V roce 2007 začaly místní úřady specializující se na cestovní ruch s budováním sítí „gay-friendly“ hotelů, barů a restaurací. Ostrov je proslulý svými známými gay plážemi Saint-Leu a L'Étang-Salé. V říjnu 2012 zorganizovala asociace LGBT Réunion první festival hrdosti. Mayotte je na druhou stranu obýván převážně muslimskou populací, zejména arabskými Bantuy a jejich kulturou, což má nemalý vliv i na vnímání LGBT komunity, která se často setkává s odmítáním z řad rodinných příslušníků, šikanou a diskriminací. Z tohoto důvodu se také většina LGBT lidí stěhuje buď na sousední Réunion nebo do Metropolitní Francie. K prvnímu stejnopohlavnímu svazku zde došlo v září 2013. Mayotte je proslulý svou dlouholetou tradicí takzvaných „sarambavis“, kteří jsou v místním dialektu chápáni jako muži, co se chovají jako ženy, včetně oblékání a sociálních rolí, které jsou tradičně spjaté s ženským pohlavím. V posledních letech byl tento termín často užíván jako nadávka mířená na LGBTIQ+ komunitu.
Gay scéna je taktéž omezená ve Francouzské Guyaně, ačkoliv se tamní LGBTIQ+ komunita nechala slyšet, že se díky důrazu na rodinné i komunitní vazby cítí více přijímaná. Homosexualita zůstává velkým tabu u obyvatel Amerindian a Bushinengue, pro které je tradiční manželství s osobou opačného pohlaví stále vysoce ctěnou hodnotou. Rodina a čest kmene jsou v těchto kulturách stále vysoce ceněny a každý, kdo jakýmkoliv způsobem zostudí rodinu, je zpravidla vyloučen ze společnosti.
Přestože je Francouzská Polynésie vnímána jako spíše sociálně konzervativní, byl v poslední době zaznamenán růst míry akceptace LGBTIQ+ komunity. V roce 2009 byla v teritoriu založená první LGBT organizace s názvem Cousins Cousines a hned ten samý rok se konala první LGBT událost. Souostroví je navíc proslulé vychováváním chlapců jako dívek, aby byli schopní zastat některé tradiční ženské domácí práce, ale i společenské role, včetně zpěvu a tance. Říká se jim  māhū a jsou obecně spojováni se třetím pohlavím. Jedná se o stejnou skupinu jako například fa'afafine ze Samoi nebo whakawāhine z Nového Zélandu. Podle historických záznamů sloužili šlechticům, ale na rozdíl od eunuchů neprošli kastrací. Na druhou stranu v tahitštině se termínem tahitsky Rae rae v dnešní době označují translidé, kteří podstoupili chirurgickou změnu pohlaví. Z tohoto důvodu nelze zaměňovat Māhū a Rae rae, jelikož jedno značí tradiční identitu spjatou s polynéskou kulturou, zatímco to druhé současnou transgender identitu.
Na Saint Pierre a Miquelonovi je gay scéna velmi omezená z důvodu řídkého zalidnění. Homosexualita je zde nicméně přijímaná a její existence vyvolává jen velmi malé kontroverze. Na Wallis a Futuně je stejně jako ve zbytku polynéských národů kladen důraz na rodinu. Vůči homosexualitě zde však nepanuje negativní klima, pokud nenarušuje rodinné hodnoty. I zde má dlouholetou skupina lidí označovaných jako třetí pohlaví. První stejnopohlavní manželství bylo na Wallis a Futuně uzavřeno v roce 2016.

## Souhrnný přehled
| Legální stejnopohlavní styk                                                             | (1791) |
| Stejný věk legální způsobilosti k pohlavnímu styku pro obě orientace                    | (1982) |
| Anti-diskriminační zákony v zaměstnání                                                  | (1985) |
| Anti-diskriminační zákony v přístupu ke zboží a službám                                 | (1985) |
| Anti-diskriminační zákony v ostatních oblastech (homofobní urážky, zločiny z nenávisti) | (2004) |
| Zákony proti transfobní diskriminaci                                                    | (2012) |
| Stejnopohlavní manželství                                                               | (2013) |
| Jiná forma stejnopohlavního soužití                                                     | (1999) |
| Adopce dítěte partnera                                                                  | (2013) |
| Společná adopce dětí stejnopohlavními páry                                              | (2013) |
| Automatický zápis homosexuálních rodičů do rodného listu dítěte                         | / (Od roku 2021 u lesbických párů, které podstoupily asistovanou reprodukci a u homosexuálních párů, které využily institutu surogátního mateřství v zahraničí; netýká se surogace v rámci Francie) |
| LGBT osoby smějí otevřeně sloužit v armádě                                              | Yes |
| Možnost změny pohlaví                                                                   | Yes |
| Intersex děti a mládež chráněni před invazivními lékařskými zásahy                      | (Navrženo) |
| Třetí pohlaví                                                                           | No |
| Přístup k umělému oplodnění pro lesbické ženy                                           | (2021) |
| Zákaz konverzní terapie dětí a mládeže                                                  | (Navrženo) |
| Homosexualita vyřazená ze seznamu nemocí                                                | (1981) |
| Náhradní mateřství pro gay páry                                                         | (Od roku 1994 je surogace nezákonná pro všechny páry) |
| MSM smějí darovat krev                                                                  | / (Od roku 2020 po čtyřměsíční abstinenci) |

## Další literatura
- Claudina Richards,  The Legal Recognition of Same-Sex Couples: The French Perspective, The International and Comparative Law Quarterly, Vol. 51, No. 2 (Apr. 2002), pp. 305–324
- Scott Gunther. "The Elastic Closet: A History of Homosexuality in France, 1942–present" Kniha o historii homosexuálního hnutí ve Francii (některé kapitoly jsou přístupné online). New York: Palgrave-Macmillan, 2009. ISBN 0-230-22105-X